# Vân hài
Lan vân hài hay vệ hài chai đỏ (danh pháp khoa học Paphiopedilum callosum) là một loài lan mọc ở khu vực Đông Dương đến tây bắc Bán đảo Mã Lai.

## Hình ảnh

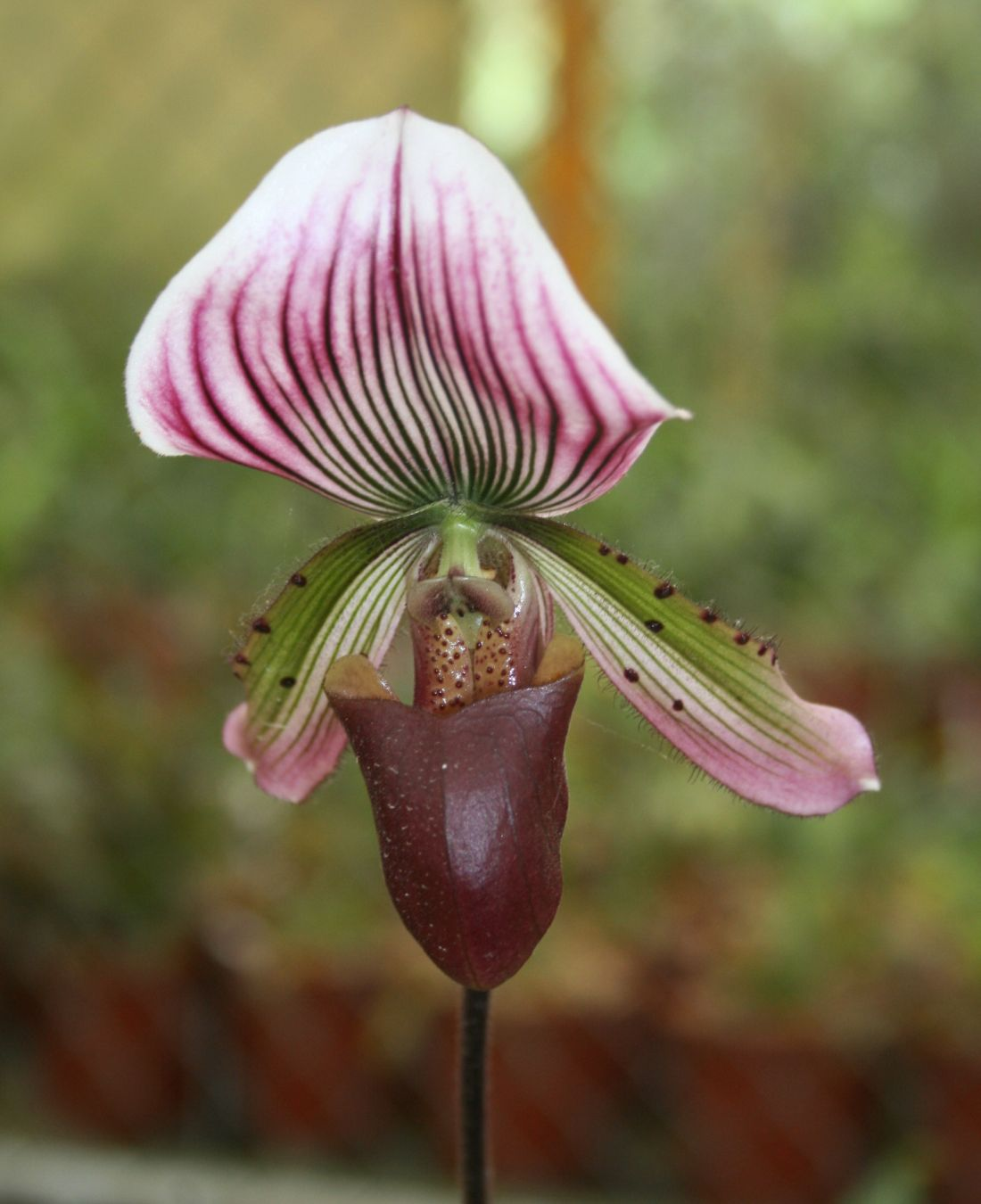
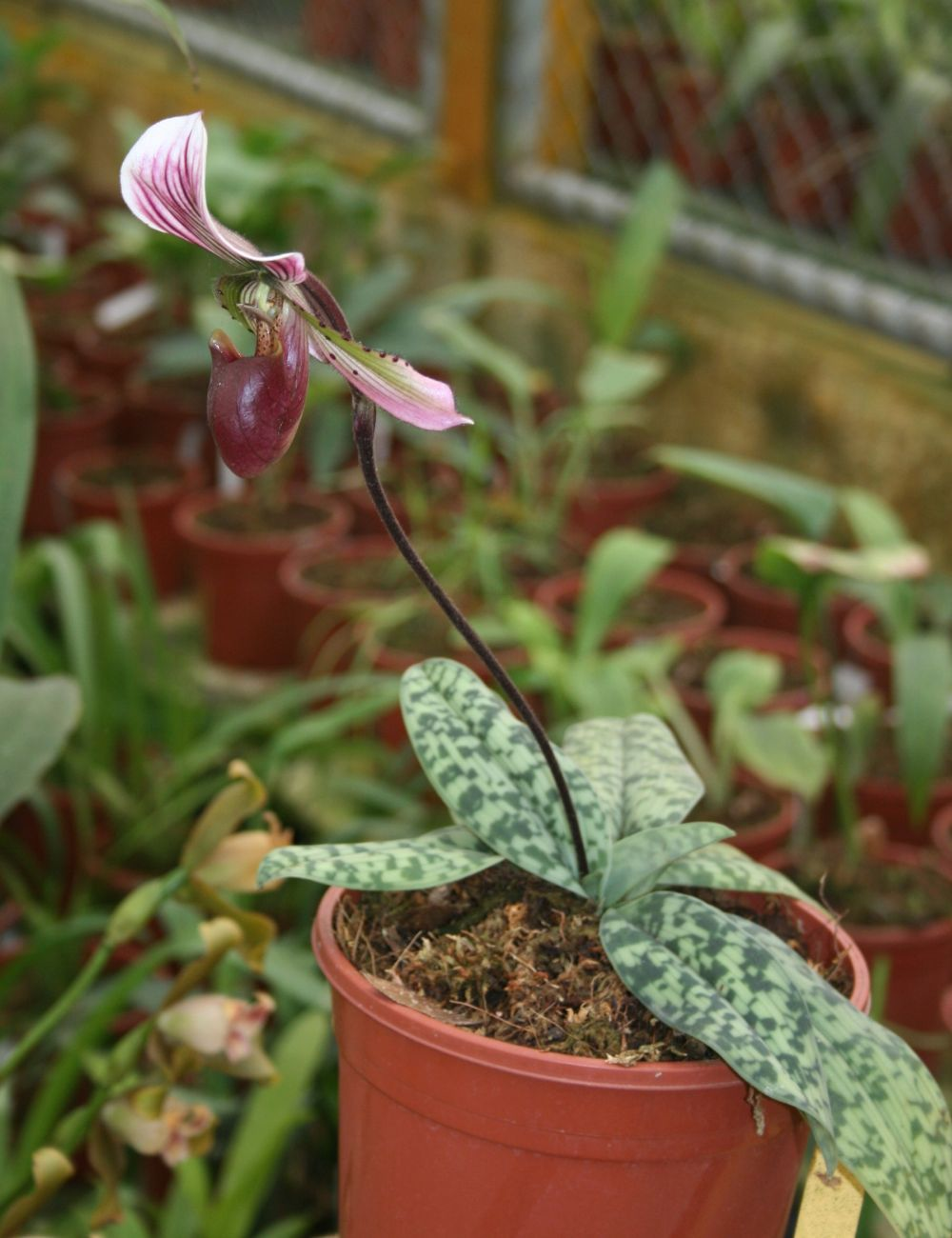
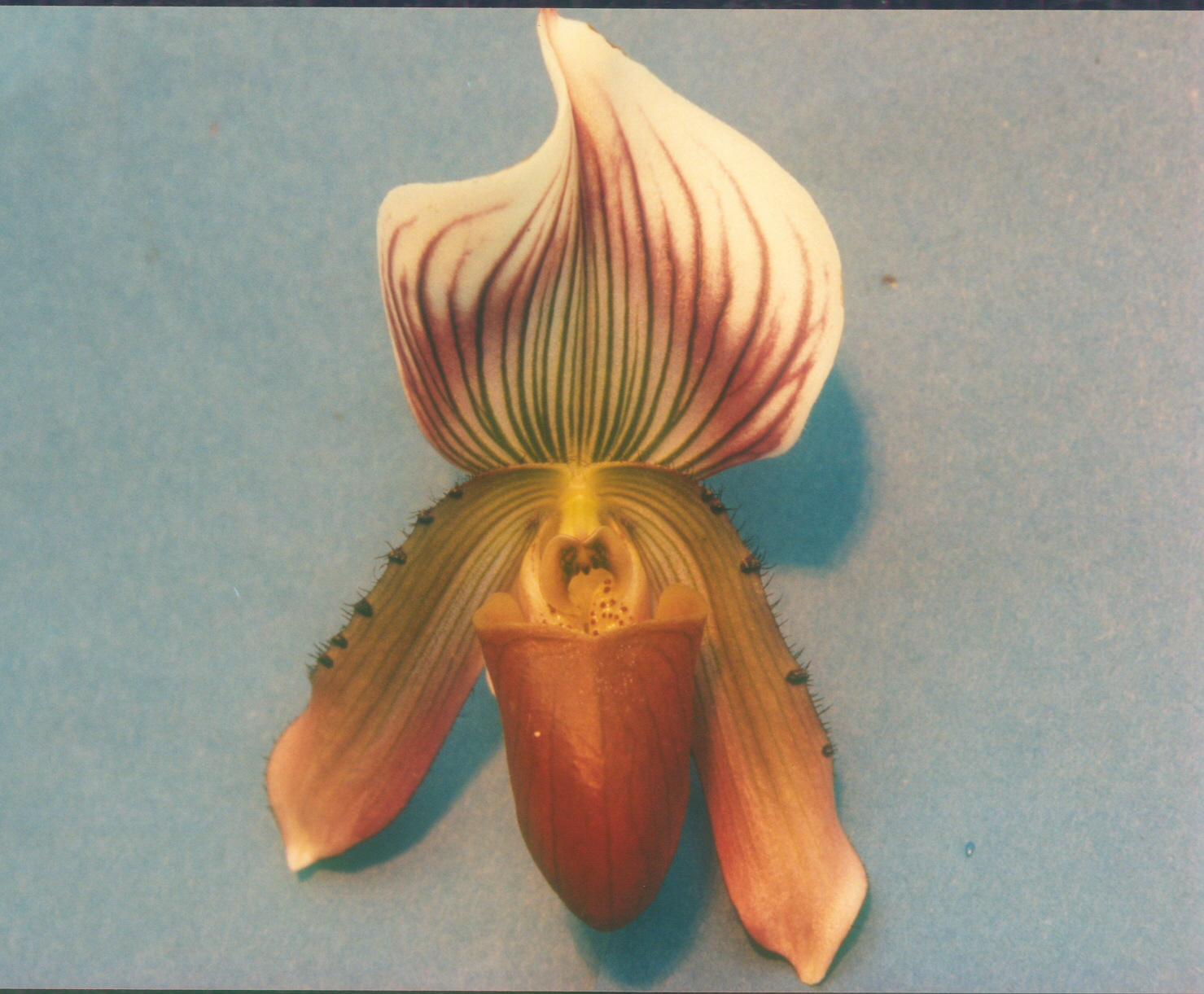
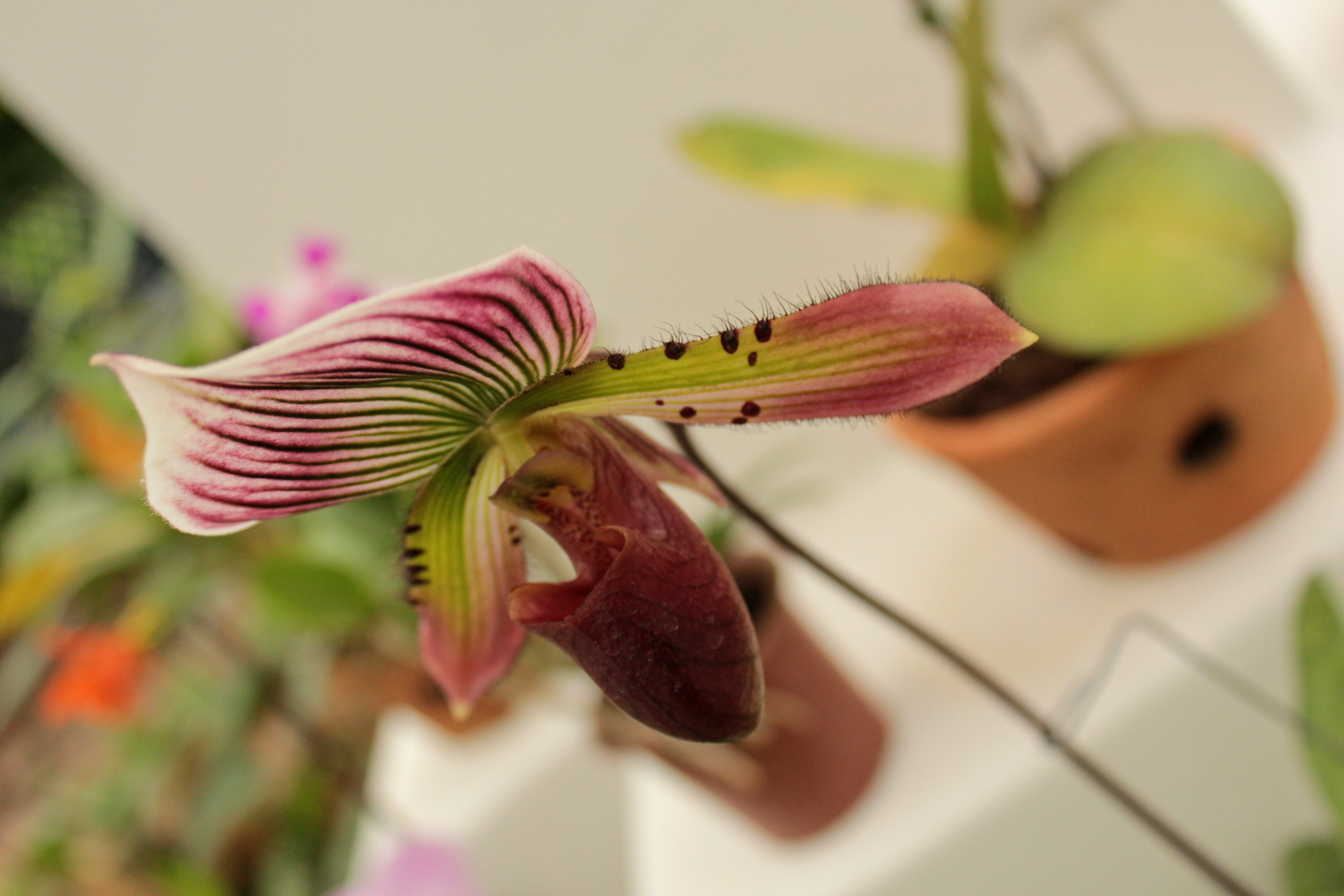